# 圆叶小堇菜
圆叶小堇菜（学名：Viola rockiana）为堇菜科堇菜属的植物，为中国的特有植物。分布于中国大陆的云南、青海、西藏、甘肃、四川等地，生长于海拔2,500米至4,300米的地区，多生长于亚高山地带的草坡、林下、高山及灌丛间，目前尚未由人工引种栽培。